# Tinosu
Tinosu község Prahova megyében, Munténiában, Romániában.  A hozzá tartozó települések: Pisculești és Predești.

## Fekvése
A megye délnyugati részén található, a megyeszékhelytől, Ploieşti-től, tizennyolc kilométerre délre, a Parhova folyó mentén, a Román-alföldön.

## Történelem
A 19. század végén a község Prahova megye Crivina járásához tartozott.
1925-ös évkönyv szerint Câmpul járás része volt és ugyanazon falvakból állt mint manapság, 1544 lakossal.
1950-ben közigazgatási átszervezés alapján, a Prahova-i régió Ploiești rajonjához került, majd 1952-ben a Ploiești régióhoz csatolták.
1968-ban ismét megyerendszert vezettek be az országban, a község az újból létrehozott Prahova megye része lett.

## Lakossága
A nemzetiségi megoszlás a következő:
| 2002     | 2002 | 2002   |
| -------- | ---- | ------ |
| Románok  | 2593 | 99,80% |
| Romák    | 4    | 0,15%  |
| Magyarok | 1    | 0,03%  |
| Összesen | 2598 | 100,0% |